# エーレスンド海峡

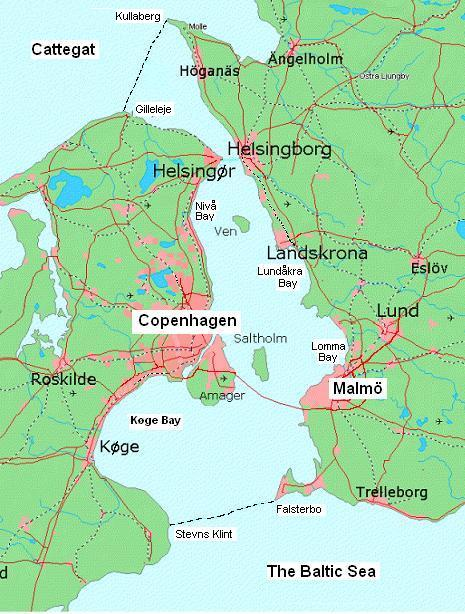
エーレスンド海峡

エーレスンド海峡 (スウェーデン語: Öresund [œrɛˈsɵnːd], デンマーク語: Øresund [ˈøːɐsɔnˀ]) は、デンマークとスウェーデンの国境の海峡。バルト海に位置するデンマーク領シェラン島と、スウェーデン領スコーネ地方（スカンジナビア半島南部）を隔て、バルト海と北海を結ぶ。
最も狭い所では7kmしかなく、近代までは海峡が凍結し徒歩で渡る事も出来た。
海峡内域にはサルトホルム島（デンマーク）、ヴェン島（スウェーデン）がある。
バルト海と北海を結ぶ海峡として他にはベルト海峡がある。

## 名称
オアスン海峡、オーレスン海峡、エーレソン海峡、エレソン海峡、ウーアソン海峡+などともいう。ただし、スンドなどは海峡という意味なので、単にエーレスンドなど、あるいは一部訳しエーレ海峡などともいう。ドイツ語では単に Der Sund とも言うのでズント海峡、あるいは英語 The Sound からサウンド海峡ともいう。

## 歴史
スウェーデン側のスコーネ地方を含め海峡両岸は歴史的にはデーン人の勢力範囲でデンマークに属した。海峡は北海からバルト海へのほぼ唯一の玄関口であり、1429年からは、デンマーク王エーリク7世によって海峡を通過する外国籍の船舶に対しての通行税が設けられた。1857年にエーレスンド海峡条約が結ばれて廃止されるまでの間、この税金収入はデンマークの王室財政を潤す一方で、スウェーデンなどの近隣諸国との関係悪化の一因ともなった。そのためスウェーデンは、1645年から1720年まで自由通行権を自力で得ていた。1658年のロスキレ条約によってスコーネ地方はスウェーデンの領有となった。海峡通行税徴収のために用いられたクロンボー城は、シェイクスピアの戯曲『ハムレット』の舞台としても名高い。
夏の観光地として人気が高い、2番目に大きいヴェン島は、16世紀の天文学者であるティコ・ブラーエがウラニボリ天文台とステルネボリ天文台を建設した事で知られる。

## エーレスンド地域

エーレスンド地域（赤+緑）

海峡の両側のデンマーク東部コペンハーゲン地域（シェラン島）とスウェーデン南部スコーネ地域（マルメ市、ルンド市を含む）を合わせてエーレスンド地域と呼ぶ。これら都市圏人口は190万人に達し、北ヨーロッパ最大級の都市圏である。

## エーレスンド・リンク

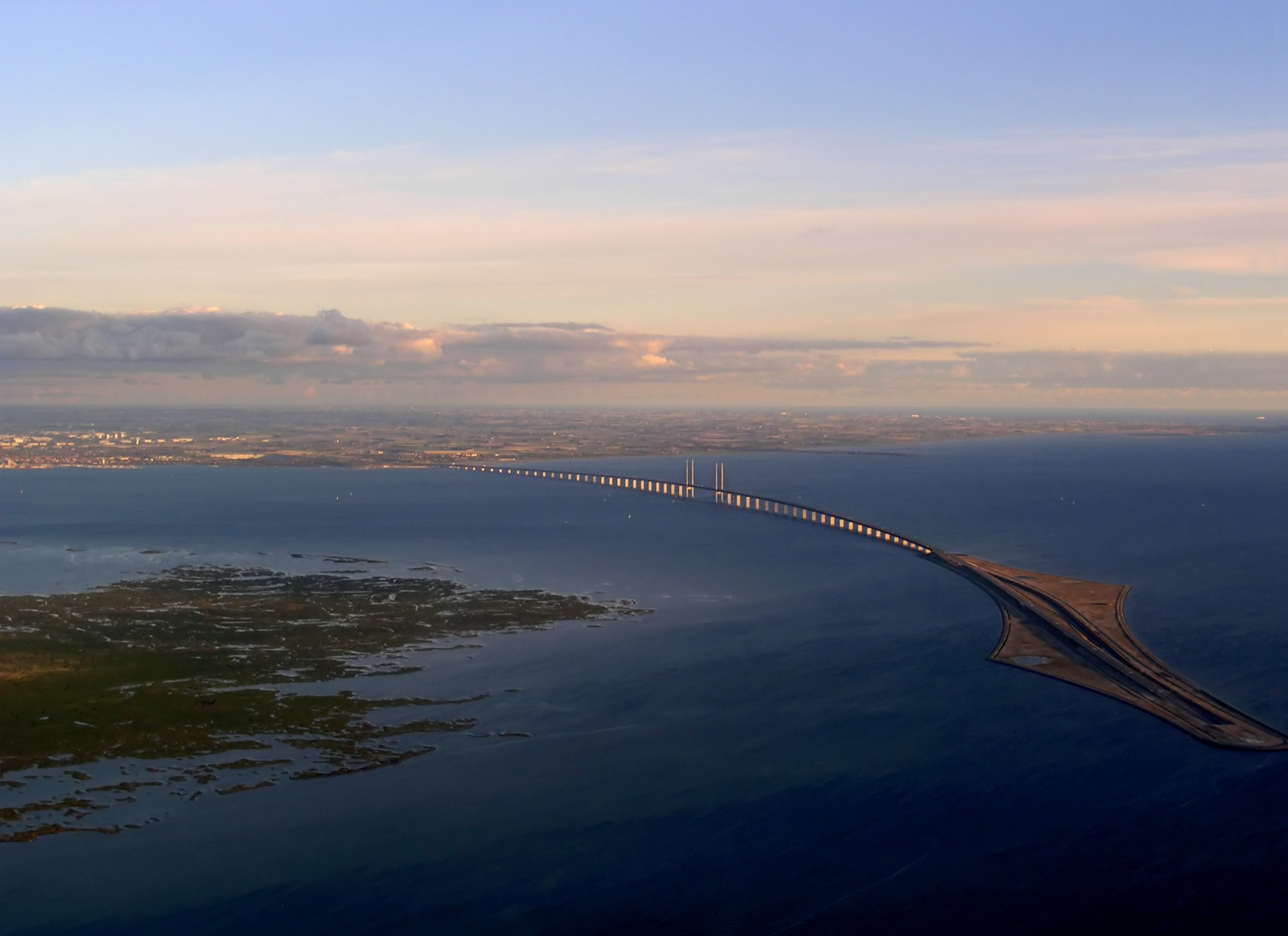
海峡を横断するエーレスンド・リンク

2000年にコペンハーゲンとマルメ間のこの海峡にエーレスンド・リンク（橋と海底トンネルからなる複合体）を通る道路と鉄道が開通した。デンマーク側が海底トンネル、人工島ペベルホルム島をはさんでスウェーデン側が橋梁となっている。